# Marywil (Białoruś)
Marywil (biał. Маравіль, Marawil; ros. Маревиль, Marewil) – agromiasteczko na Białorusi, w obwodzie brzeskim, w rejonie bereskim, w sielsowiecie Siehniewicze.

## Historia
W XIX w. Marywil znajdował się w powiecie prużańskim guberni grodzieńskiej. Był do folwark w obrębie dóbr Siehniewicze należących od 1843 r. do rodu Neuhoff-Ley, m.in. marszałka powiatu prużańskiego Romualda Neuhoffa von der Ley (1808–1883).
Drewniany dwór Neuhoffów był budynkiem parterowym, lecz z dachem mansardowym, pokrytym gontem. Dom był duży, miał salon, kilka sypialni, kuchnię, bibliotekę, gabinet gospodarza i in. Przed domem znajdował się trawnik z klombami. W XIX wieku założono tu duży park z lipami, topolami, kasztanowcami i krzewami ozdobnymi.
W okresie międzywojennym miejscowość należała kolejno do gmin Rewiatycze i Siechniewicze w powiecie prużańskim województwa poleskiego II Rzeczypospolitej. Tutejszy majątek ziemski należał do Hugona Neuhoffa-Leya. Ostatnim właścicielem folwarku był Gustaw Czarnocki. 
Po agresji sowieckiej (1939 r.) wieś włączono do BSRR. 
Od 12 października 1940 r. wieś należy do sielsowietu Siehniewicze. Dawny dwór przebudowano w czasach radzieckich.